# Jenna Fife
Jenna Josephine Fife (* 1. Dezember 1995 in Schottland) ist eine schottische Fußballtorhüterin. Die Torfrau steht seit 2019 beim schottischen Verein Glasgow Rangers unter Vertrag. Zuvor spielte sie mehrere Jahre für Hibernian Edinburgh. 2018 spielte sie erstmals für die schottische Nationalmannschaft.

## Karriere

### Vereine
Fife begann mit acht Jahren in der Schule mit dem Fußballspielen und spielte bis zum 14. Lebensjahr als Feldspielerin. Dann probierte es als Torhüterin und blieb dabei. Ihre Karriere begann sie mit 17 Jahren bei Murieston United. 2013 wechselte sie zu Hibernian Edinburgh. In ihrer ersten Saison kam sie zu acht Einsätzen als Stammtorhüterin Shannon Lynn als Nothelferin bei den Chelsea Ladies spielte.  Als Lynn zurückkam, rückte Fife wieder ins zweite Glied. Anfang 2014 wurde sie an Hutchison Vale ausgeliehen, aber wieder zurückgeholt als Lynn nach Schweden wechselte. 2015 wurde Vizemeister und profitierte davon, dass für die UEFA Women’s Champions League 2016/17 erstmals auch der schottische Vizemeister zugelassen und direkt für das Sechzehntelfinale qualifiziert war. Hier kam sie in beiden Spielen gegen den deutschen Meister FC Bayern München zum Einsatz, musste aber den Ball insgesamt zehnmal aus ihrem Tor holen. Da auch der schottische Meister Glasgow City FC im Sechzehntelfinale ausschied, musste der schottische Vizemeister in der UEFA Women’s Champions League 2017/18 in die Qualifikation. Die „Hibs“ konnten sich aber als Vizemeister von 2016 bei einem Turnier in Rumänien nicht gegen die Gastgeberinnen des CFF Olimpia Cluj durchsetzen und schieden als zweitschlechster Gruppenzweiter aus. Fife kam in zwei der drei Spiele zum Einsatz. Im Dezember 2019 wechselte sie zum Ligakonkurrenten Glasgow Rangers.

### Nationalmannschaft
Fife spielte für die schottischen Juniorinnen-Mannschaften.
Zu ihrem ersten Einsatz in der A-Nationalmannschaft kam sie während des Januar-Trainingslagers 2018. Bei der 0:3-Niederlage am 19. Januar 2018 gegen Norwegen wurde sie in der 75. Minute beim Stand von 0:3 für Lee Alexander eingewechselt. Drei Tage später wurde sie beim torlosen Remis gegen Russland in der 76. Minute für Shannon Lynn eingewechselt. Auf ihr drittes Länderspiel musste sie dann ein Jahr warten. Wieder war es beim Januar-Trainingslager in Spanien. Bei der 1:2-Niederlage gegen Island stand sie dann aber in der Startelf und blieb trotz der Gegentore im Tor. Beim Algarve-Cup 2019 durfte sie dann im Spiel um Platz 5 gegen Dänemark auch wieder 90 Minuten spielen. Die Schottinnen gewannen mit 1:0 und damit nach drei Remis und sechs Niederlagen erstmals ein Spiel gegen die Däninnen.
Am 15. Mai wurde sie für die WM 2019 nominiert, für die sich die Schottinnen erstmals qualifiziert hatten. Bei der WM, bei der die Schottinnen nach der Gruppenphase ausschieden, kam Fife nicht zum Einsatz. Bei der anschließenden misslungenen Qualifikation für die EM 2022 stand sie nur bei der 0:2-Heimniederlage gegen Portugal im Tor. In den anderen sieben Spielen saß sie ebenso auf der Bank wie in der Qualifikation für die WM 2023. Auch in der erstmals ausgetragenen UEFA Women’s Nations League saß sie nur auf der Bank. Als Gruppenletzte stiegen die Schottinnen in Liga B ab. 

## Erfolge
- Schottische Pokalsiegerin: 2016, 2017, 2018
- Schottische Ligapokalsiegerin: 2016, 2017, 2018, 2019, 2022, 2023